# Lionello Bertoldi

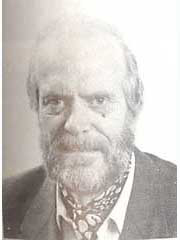
Lionello Bertoldi (1987)

Lionello Bertoldi (* 31. August 1928 in Levico Terme; † 21. April 2022 in Bozen) war ein italienischer Politiker der KPI, Senator und ANPI-Funktionär.

## Leben
Bertoldi war beruflich als Geometer tätig. Politisch engagierte er sich in den Reihen der Kommunistischen Partei Italiens, zunächst im Gemeinderat von Leifers, anschließend von 1964 bis 1988 in jenem von Bozen. 1987 konnte er im Wahlbezirk Trentino-Südtirol ein Mandat für den italienischen Senat erringen, das er bis 1992 innehatte. Bertoldi vollzog in dieser Legislaturperiode 1991 den italienweiten Übergang der KPI zum post-kommunistischen Partito Democratico della Sinistra (PDS) mit. 1994 übernahm er – altersbedingt als erster Nicht-Partisan – den Vorsitz der Südtiroler Sektion der Associazione Nazionale Partigiani d’Italia, den er bis 2015 innehatte. In seinem Engagement für eine antifaschistische Erinnerungskultur setzte er sich besonders für den Erhalt der Außenmauer des ehemaligen NS-Lagers Bozen in der Reschenstraße und die dortige Errichtung der Passage der Erinnerung ein.